# Estação Guy Môquet
Guy Môquet é uma estação da Linha 13 do Metrô de Paris, localizada no limite do 17.º e do 18.º arrondissement de Paris.

## Localização
A estação está estabelecida sob a avenue de Saint-Ouen, ao sul do cruzamento da rue Guy-Môquet, Championnet, Marcadet, Legendre e de la Jonquière. Aproximadamente orientada ao longo de um eixo norte-sul e localizada no ramal para Saint-Denis - Université, ela se intercala entre as estações Porte de Saint-Ouen e La Fourche, esta última marcando o início do trecho comum da linha 13 até a estação Châtillon - Montrouge.

## História
A estação foi aberta em 26 de fevereiro de 1911 com a entrada em serviço do primeiro trecho da linha B da Société du chemin de fer électrique souterrain Nord-Sud de Paris (conhecida como Nord-Sud) entre Saint-Lazare e Porte de Saint-Ouen. Ela foi servida primeiro por todo o tráfego de linha até a abertura do ramal de La Fourche a Porte de Clichy (atual ramal para Les Courtilles) em 20 de janeiro de 1912, data a partir da qual o serviço é prestado por um trem em dois.
Ela deve seu nome inicial de Carrefour Marcadet à sua implantação no cruzamento com a rue Marcadet, que leva o nome de uma localidade, La Mercade, localizada em La Chapelle Saint-Denis. Havia aí um mercado, marcadus, na época da Foire du Lendit.
Em 1912, a estação mudou seu nome pela primeira vez em favor de Marcadet - Balagny para enfatizar sua proximidade com a rue Balagny, então batizada em homenagem a Auguste Balagny, que foi prefeito de Batignolles-Monceau de 1843 a 1848, depois primeiro prefeito do 17.º arrondissement de Paris.
Em 27 de março de 1931, a linha B passa a ser a linha 13 após a absorção da Société du Nord-Sud em 1 de janeiro de 1930 por sua concorrente: a Compagnie du chemin de fer métropolitain de Paris (conhecida como CMP).
Em 27 de janeiro de 1946, a estação foi renomeada pela segunda vez para se tornar Guy Môquet, ao mesmo tempo que a rue Balagny, renomeada rue Guy-Môquet em homenagem a um jovem militante comunista francês, fuzilado pelos nazistas aos dezessete anos. A estação é, portanto, uma das oito da rede que teve seu sobrenome mudado no final da Segunda Guerra Mundial para homenagear a memória dos combatentes da resistência que morreram pela França, com Trinité - d'Estienne d'Orves (linha 12), Charles Michels (linha 10), Coronel Fabien (linha 2), Corentin Celton (linha 12), Jacques Bonsergent (linha 5), Corentin Cariou (linha 7) e Marx Dormoy (linha 12).
Dos anos 1950 até 2008, os pés-direitos foram revestidos por uma cambagem metálica com montantes horizontais azuis e quadros publicitários dourados iluminados. Este arranjo foi completado por bancos, posteriormente removidos em favor de assentos "coque" característicos do estilo "Motte", em branco.
No âmbito do programa "Renovação do metrô" da RATP, os corredores da estação foram reformados em 16 de maio de 2003, depois foi a vez das plataformas em 2009, resultando na retirada de sua cambagem em favor de uma restituição da decoração "Nord-Sud" original.
Em 2011, 4 524 101 passageiros entraram nesta estação. Ela viu entrar 4 660 620 passageiros em 2013, o que a coloca na 97ª posição das estações de metrô por sua frequência.

## Serviços aos Passageiros

### Acessos
A estação tem quatro acessos, todos constituídos por escadas fixas sendo os três primeiros decorados com uma balaustrada e um candelabro de tipo Dervaux:
- O acesso 1 "Rue Legendre" levando em frente ao nº 79 da avenue de Saint-Ouen e ao nº 193 da rue Legendre;
- O acesso 2 "Rue de la Jonquière" se situando à direita do nº 73 da Rua Guy-Môquet e do nº 1 da rue de la Jonquière;
- O acesso 3 "Avenue de Saint-Ouen" se situando em frente ao nº 86 da avenue de Saint-Ouen e ao nº 253 da rue Marcadet;
- O acesso 4 "Rue Lamarck", ornado com uma decoração no estilo característico Nord-Sud, levando à direita dos números 68 e 70 da avenue de Saint-Ouen.

### Plataformas

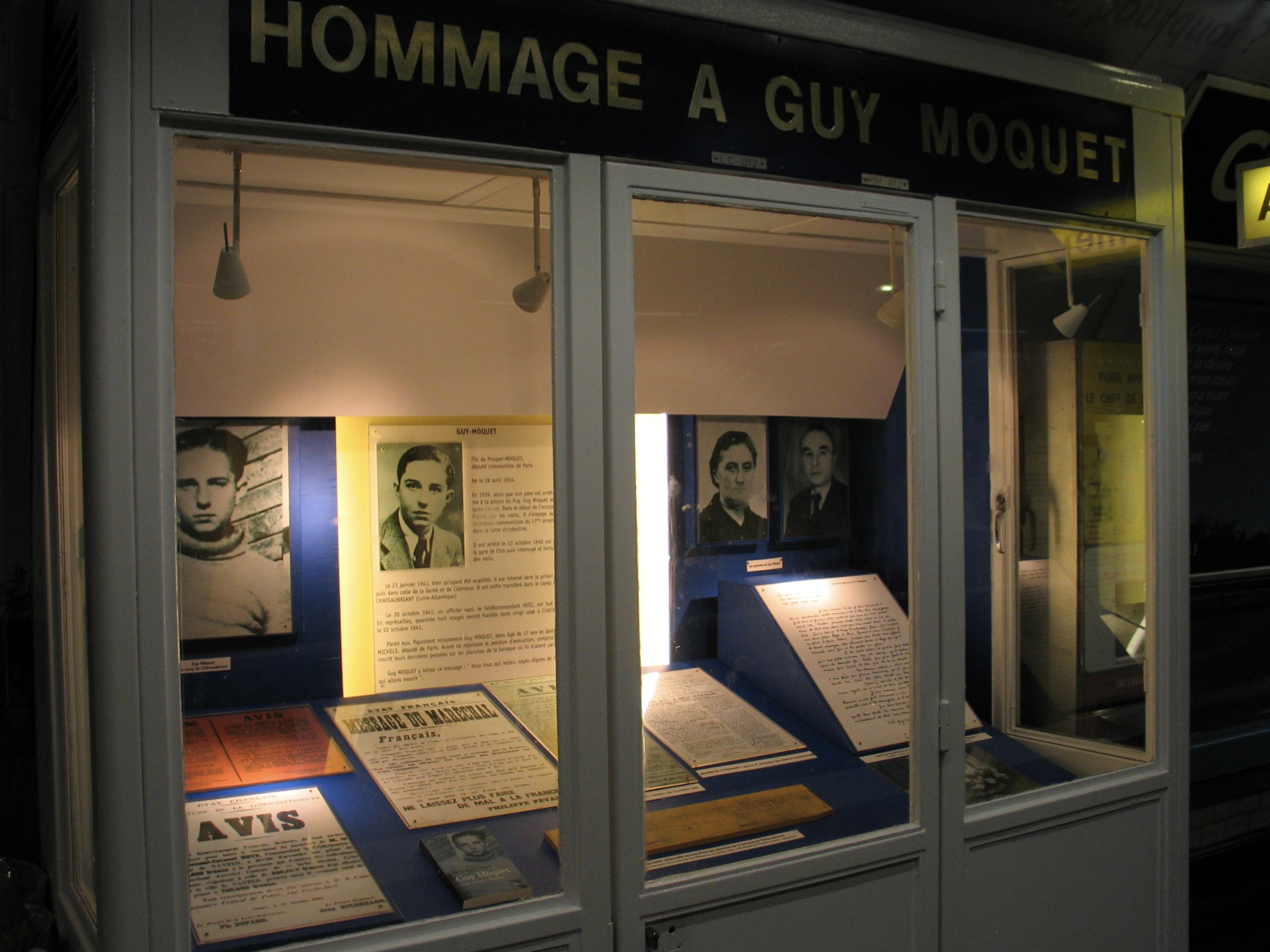
Vitrine memorial, outubro de 2007

Guy Môquet é uma estação de configuração padrão: ela possui duas plataformas laterais separadas pelas vias do metrô e a abóbada é semi-elíptica, forma específica das antigas estações da Nord-Sud. As telhas e a cerâmica retomam a decoração original com quadros publicitários e as decorações do nome da estação de cor marrom, desenhos geométricos marrons nos pés-direitos e na abóbada, o nome inscrito em faiança branca sobre fundo azul de pequeno tamanho acima dos quadros publicitários e de tamanho muito grande entre esses quadros, bem como as direções incorporadas à cerâmica nos tímpanos. As telhas de faiança brancas biseladas recobrem os pés-direitos, a abóbada e os tímpanos. A iluminação é fornecida por duas faixas-tubos e os assentos são de estilo "Akiko" de cor bordô.

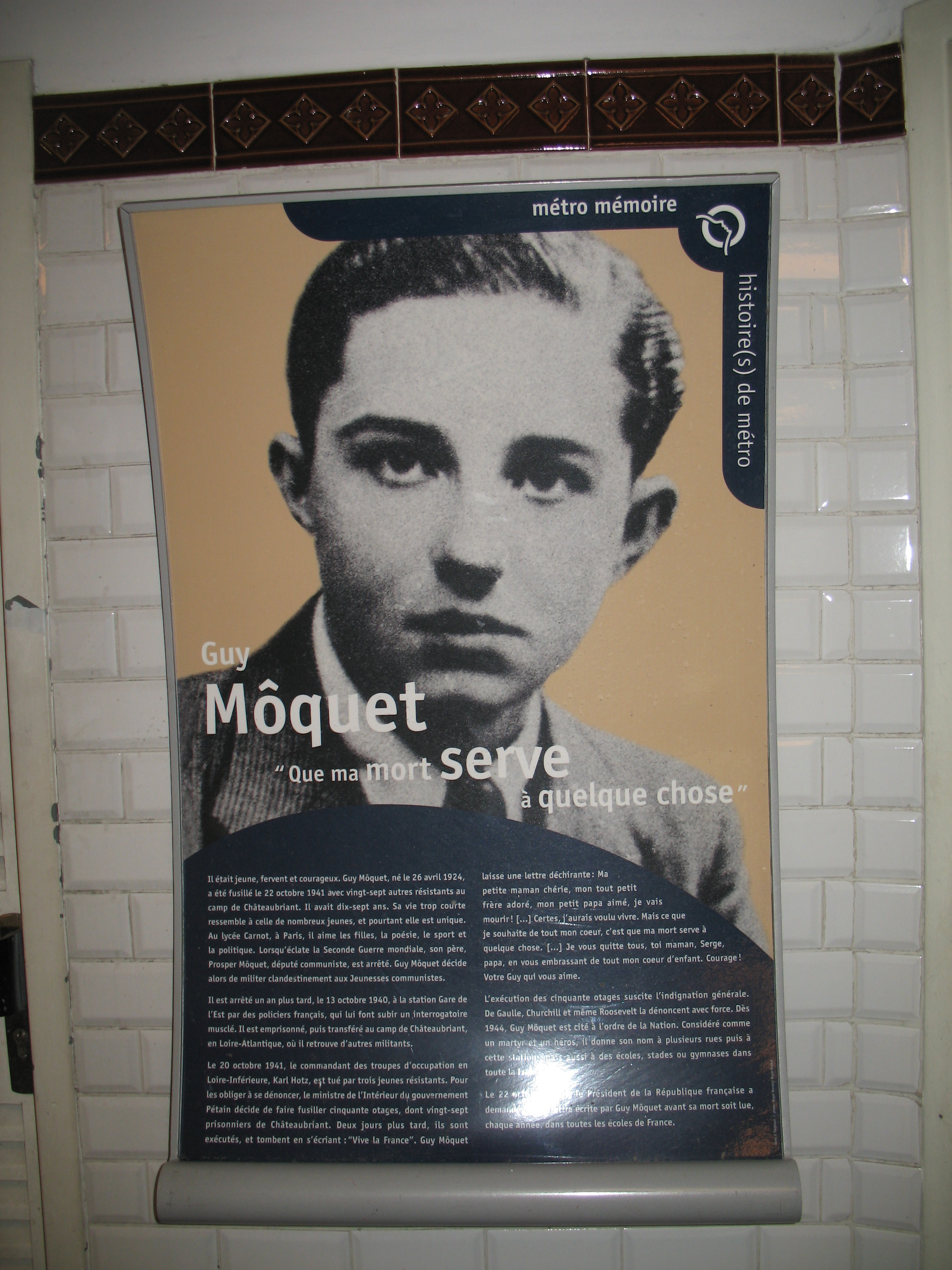
O novo afresco de 2010

No meio de uma das plataformas, uma vitrine apresentava reproduções de fotografias de Guy Môquet, sua mãe, e de seu pai, Prosper Môquet, de sua última carta e vários documentos. Por ocasião da comemoração de 22 de outubro de 2007, as prateleiras foram repintadas e o material de iluminação foi renovado.
Durante a reforma da estação em 2010, como parte do programa "Renovação do metrô", a RATP revelou em 28 de maio de 2010 o novo arranjo temático substituindo esta vitrine: um afresco de 4 m por 1,70 m em memória de Guy Môquet, projetado em colaboração com a Amicale Châteaubriant-Voves-Rouillé e criado pela agência de design Curius.

### Intermodalidade
A estação é servida pelas linhas 21, 31 e pelo serviço urbano Traverse Batignolles-Bichat da rede de ônibus RATP.

## Pontos turísticos
- Hôpital Bretonneau
- Square Carpeaux
- Square des Épinettes